# باشگاه فوتبال خجند

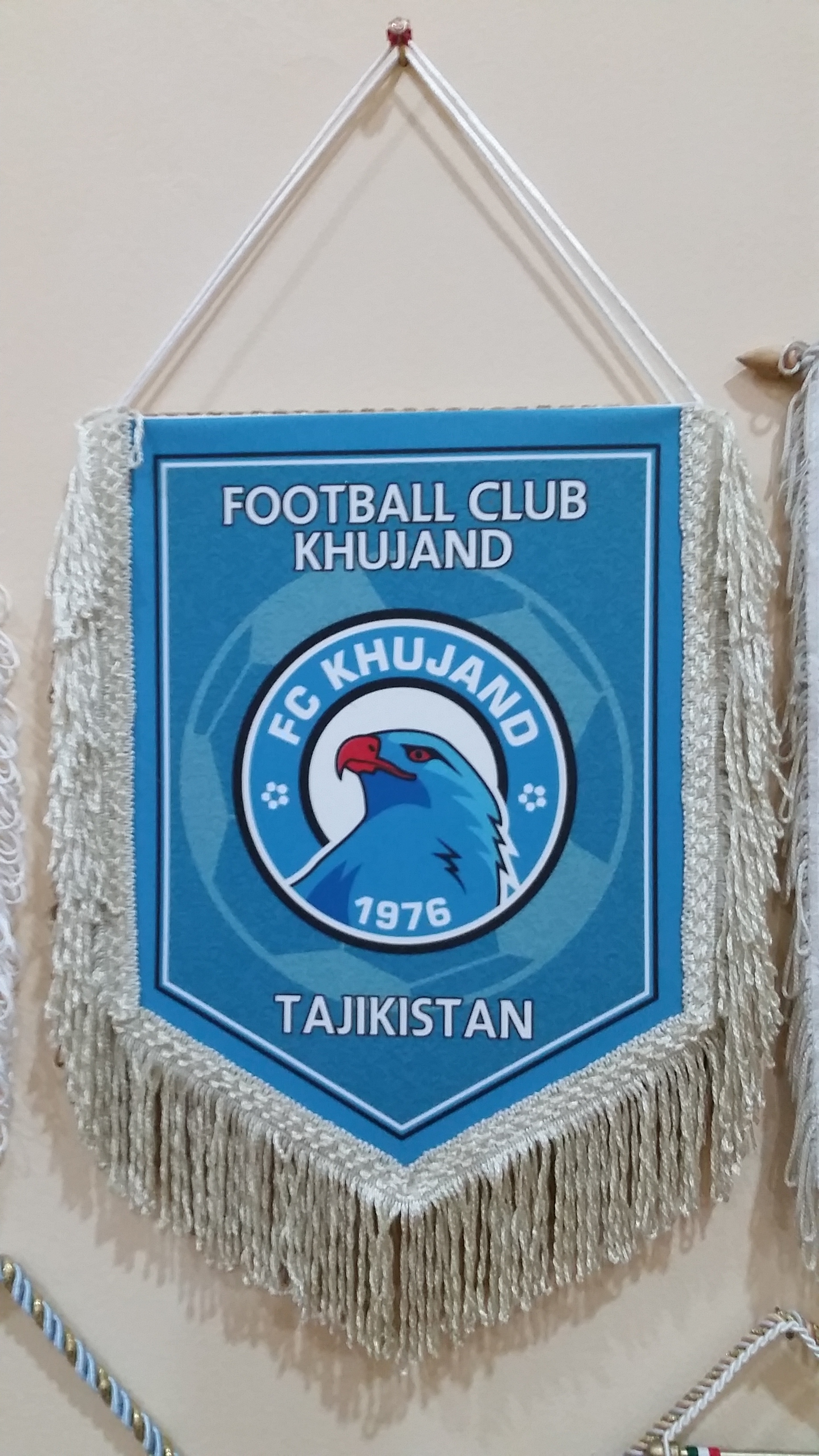
نماد رسمی باشگاه فوتبال خجند

باشگاه فوتبال خجند یا دسته فوتبال خجند (به تاجیکی: Клуби футболи «Хуҷанд») یک باشگاه فوتبال در شهر خجند تاجیکستان است. این باشگاه در لیگ عالی تاجیکستان بازی می‌کند.
این باشگاه در سال ۱۹۷۶ تأسیس شده‌است.